# Petromyscus shortridgei
Petromyscus shortridgei là một loài động vật có vú trong họ Nesomyidae, bộ Gặm nhấm. Loài này được Thomas mô tả năm 1926.